# Stintgraben (Klein Köriser See)
Der Stintgraben ist ein Fließgewässer auf dem Gebiet der Gemeinde Groß Köris im Landkreis Dahme-Spreewald in Brandenburg.
Der ca. 4,5 km lange Bach hat seine Quelle unweit östlich der B 179 südlich der Oberförsterei Hammer, einem denkmalgeschützten Bauensemble in Löpten, einem Ortsteil der Gemeinde Groß Köris. Er unterquert die B 179 und fließt weitgehend in nordwestlicher Richtung durch das rund 109 ha große Naturschutzgebiet Stintgraben. Er unterquert die Landesstraße L 742 und mündet am nördlichen Ortsrand von Klein Köris in den Klein Köriser See, einem See in der Seenkette Teupitzer Gewässer.